# منير الذويب
منير فوزي الذويب (1922 - 23 ديسمبر 2017) شاعر عراقي. ولد في بغداد. حصل على إجازة في الحقوق عام 1952. عمل في الحقل الإعلامي والثقافي مدّة، ثم تفرّغ للعمل محاميًا. من دواوينه الشعرية «عبوس وابتسام» 1961.

## سيرته
هو منير بن أحمد فوزي بن محمد كامل بن داود الذويب بن يوسف بن إبراهيم بن عبد الله آل وريد الگيلاني الحسني الهاشمي. وعمه الضابط الشاعر والسياسي العراقي محمد بسيم الذويب.
ولد عام 1922 في العراق في مدينة بغداد وسكن فيها والتحق بالكلية العسكرية ثم كلية الحقوق حيث تخرج منها عام 1952 وكان جده العلامة السيد محمد كامل الذويب وهو من أساتذة الدين والفقه في بغداد والذي درس على يده كبار علماء الدين والفقه في العراق. كان ضابطا في الجيش العراقي ووصل إلى رتبة رئيس (نقيب أو Captain) وشارك في معارك تحرير فلسطين سنة 1948 كما كان يلقب بشاعر الجيش حيث كان يعمل في إذاعة الجيش وعاصر فترة النظام الملكي العراقي والنظام الجمهوري العراقي. تولى منير الذويب منصب مدير الصحافة في وزارة الثقافة والإعلام، ثم مشرف عام على الإذاعات الأجنبية في إذاعة بغداد، ثم اشتغل بالمحاماة. له ديوان مطبوع سنة 1961 بعنوان «عبوس وابتسام» ومجموعة قصص قصيرة تحت عنوان «خواطر الأيام» وشارك في مؤتمر الشعراء العرب بدورته التاسعة حيث القى قصيدة روح الشهيد والتي قام بغنائها فيما بعد الفنان العراقي الراحل عباس جميل. كتب عنه وعن شعره في الصحف والمجلات الآتية: الفجر الجديد، والزمان، والعهد الجديد، والعدل (النجفية)، وكل شيء (الأسبوعية)، والبلاد، والأخبار، والأسبوع العربي (اللبنانية)، والنهضة (الكويتية)، وإذاعة الشرق الأدنى، والمكتبة (العراقية). كما كتب عنه يوسف عز الدين في كتابه: شعراء العراق في القرن العشرين، وفازع المعاضيدي في كتابه: شعراء الجيش العراقي العسكريين. توفي يوم 23 ديسمبر لسنة 2017.

## وصلات خارجية
- في موقع أرشيف المجلات